# Bedford TM

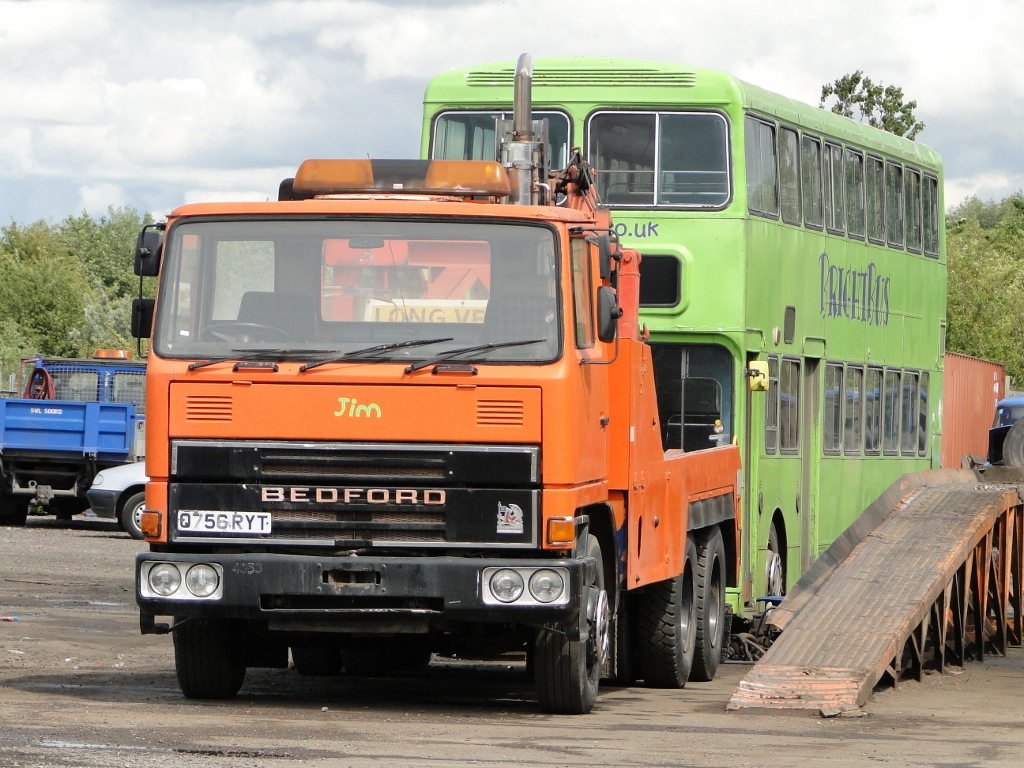
Bedford TM, Bj. 1988

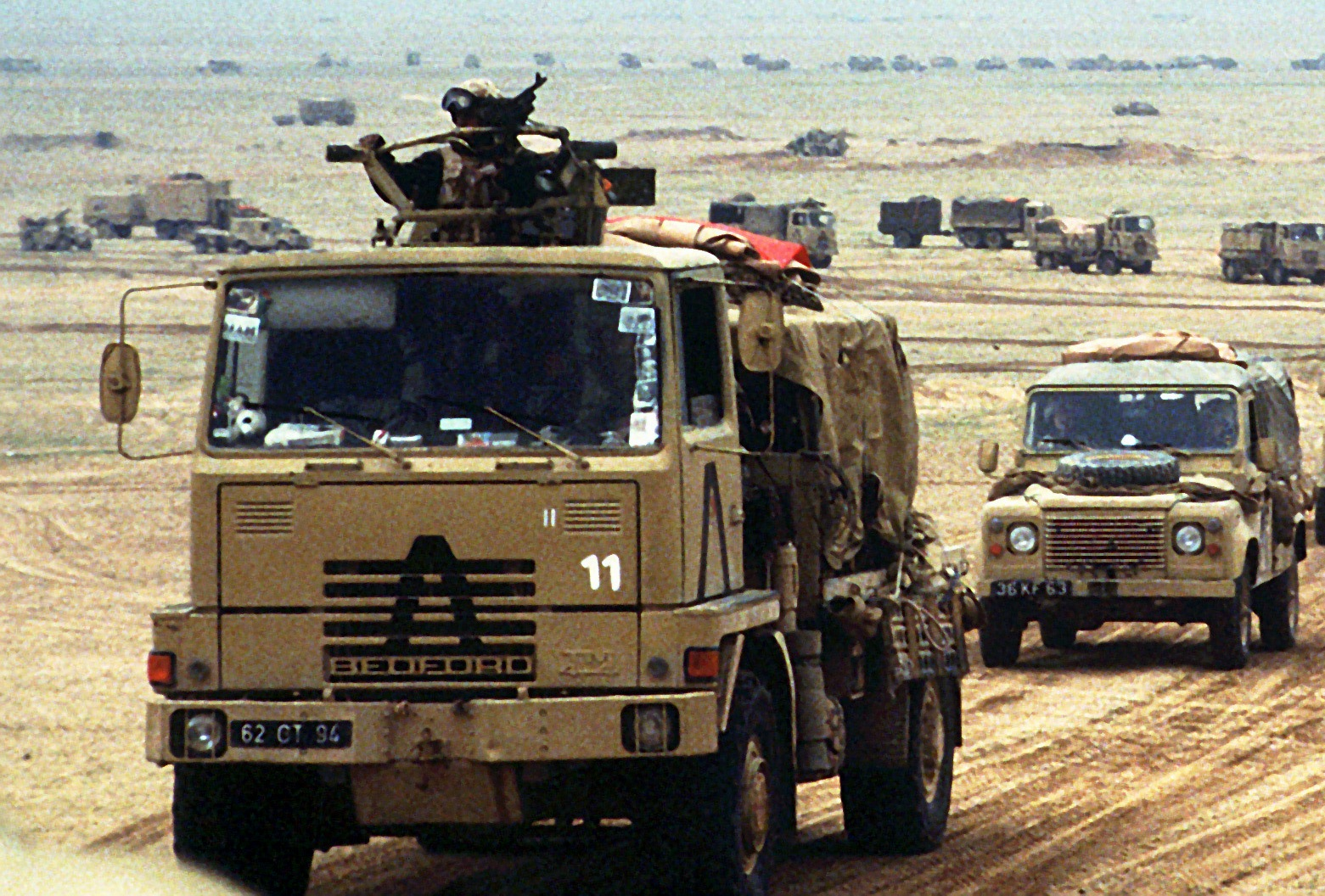
Bedford TM 4×4

Der Bedford TM war ein schwerer LKW, der von Bedford von 1974 bis 1986 hergestellt wurde. Bis zur Einführung des TM hatte Bedford nur leichte LKW für Kurzstrecken wie den TK und den KM gebaut. Als man sah, dass schwere Fernstrecken-LKW mit Luxuskabinen wie der Volvo F88, der Scania 110 und der Leyland Marathon immer größere Marktanteile errangen, entschied sich Bedford, den TM als Konkurrenzmodell herauszubringen.

## Antrieb
In seiner ganzen Produktionszeit gab es den TM mit Zweitakt-V6- und -V8-Dieselmotoren von Detroit Diesel, der Bedford-500-Turbo-Maschine oder dem Cummins L10. Die Motorkraft wurde über ein manuelles Getriebe von Fuller Manufacturing oder Dana-Spicer an die Soma-Hinterachse weitergeleitet. Die Motoren von Detroit Diesel waren für Großbritannien keine besonders glückliche Wahl. Wegen ihrer hohen Drehzahlen waren sie bei den Fahrern, die an niedrig drehende, langhubige Viertakt-Diesel aus Großbritannien gewöhnt waren, unbeliebt. Auch die Betreiber wollten diese Motoren wegen des hohen Dieselverbrauchs nicht.

## Varianten
Die Wagen waren als normale LKW oder Zugmaschinen erhältlich, mit normalem oder verlängertem Führerhaus, mit oder ohne Schlafkabine. Die Wagen waren sehr erfolgreich und bei vielen größeren Logistik-Unternehmen in Großbritannien zu sehen. Insbesondere für einen Bedford zeigten sie einen neuen Standard in Komfort und Ausstattung.

## Fertigungseinstellung
1986, als Bedford zusammenbrach, wurde die Fertigung des TM eingestellt. Die britischen Streitkräfte nutzen aber noch etliche TM mit Allradantrieb.